# Philip Gibbard

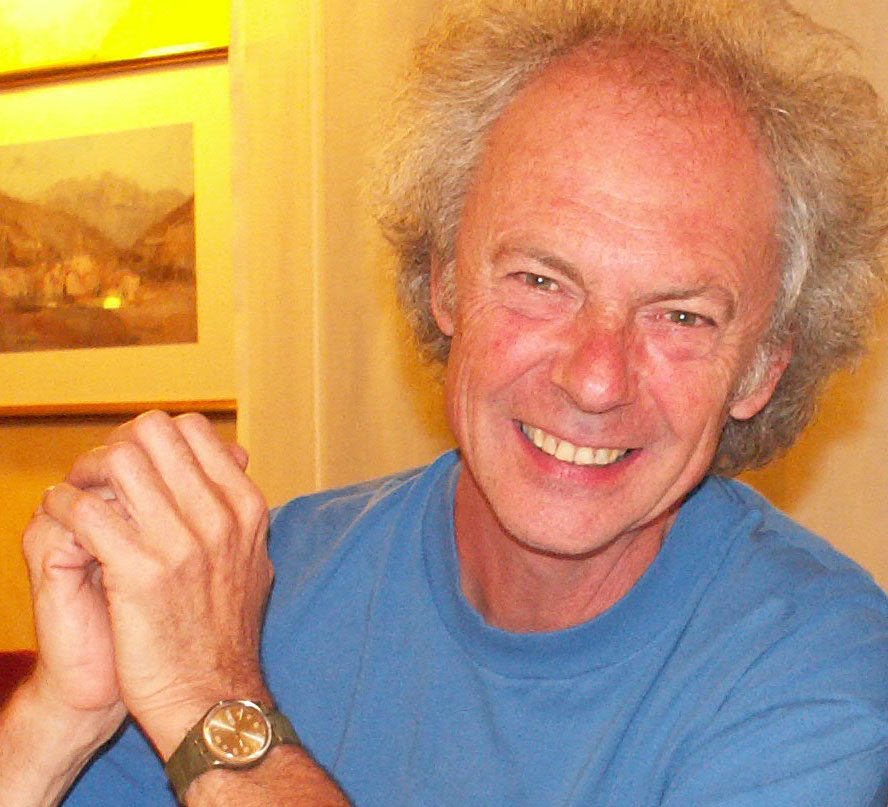
Phil Gibbard 2007

Philip Leonard Gibbard (* 1949 in Chiswick, London) ist ein britischer Geograph und Quartärforscher.
Gibbard wurde 1974 an der Universität Cambridge bei Richard Gilbert West (1926–2020) promoviert und untersuchte anfangs besonders den historischen Flussverlauf der Themse. Als Post-Doktorand war er zwei Jahre an der Universität Oulu in Finnland und ein Jahr 1976/77 an der University of Western Ontario in Kanada. Danach forschte er in Cambridge, wo er 1984 Assistant Director of Research wurde. Seit 2005 ist er Professor in Cambridge. Daneben wurde er 1987 Dozent an der Universität Helsinki. Er leitet die Quaternary Palaeoenvironments Group in der Fakultät für Geographie an der Universität Cambridge.
Er befasste sich insbesondere mit dem Quartär in Großbritannien, der Nordsee, den Grenzen der Vergletscherung der letzten Eiszeiten, der Geschichte von Flusssystemen wie der Themse und der Bildung der Straße von Dover durch mehrere katastrophale Flutereignisse aus der Entleerung eines in der südlichen Nordsee aufgestauten Schmelzwassersee vor 450.000 bzw. 160.000 Jahren. Mit Jürgen Ehlers gab er mehrere Bücher über Vergletscherungen in der Eiszeit heraus.
1999 erhielt er den Lyell Fund Prize der Geological Society. Er ist Ehrendoktor der Universität Helsinki und der Universität Cambridge (Sc.D., 2009).
Gibbard ist seit 2011 Vorsitzender der internationalen Kommission für Quartär Stratigraphie der International Union for Quaternary Research (INQUA).

## Schriften
- Herausgeber mit Jürgen Ehlers Quaternary Glaciations: Extent and Chronology, 3 Bände, Elsevier 2004 (Band 1: Europe, Band 2: North America, Band 3: South America, Asia, Africa, Australia, Antarctica)
- Herausgeber mit J. Ehlers, P.D. Hughes: Quaternary Glaciations – Extent and Chronology, Band 4: A closer look, Elsevier Science, Amsterdam, 2011
- Pleistocene history of the Middle Thames Valley, Cambridge University Press, 1985
- The history of the great north-west European rivers during the past three million years, Philosophical Transactions of the Royal Society of London B, Band 318, 1988, S. 559–602.
- The Pleistocene history of the Lower Thames Valley, Cambridge University Press, 1994